# State House (Guyana)
Pour les articles homonymes, voir State House.
State House est la résidence officielle du président du Guyana, située à Georgetown, capitale du Guyana. C'était auparavant la résidence officielle du gouverneur de la Guyane britannique avant que la colonie n'accède à l'indépendance et ne devienne le Guyana.

## Situation et accès
La State House est située telle que sa façade principale donne sur Main street. 

## Histoire
La structure est parfois appelée Guyana House et était autrefois connue sous le nom de Government House. La structure originale est construite en 1823 sur une parcelle appartenant au premier évêque anglican de la Guyane britannique, William Piercy Austin.
En 1853, le gouvernement britannique achète le bâtiment qui est décrit comme étant à cette époque une structure en bois de deux étages avec un escalier à double révolution donnant sur Carmichael street et se tenant sur des piliers de brique de 2 m de haut. Au début du 20e siècle, l'entrée est déplacée sur Main street et des travaux supplémentaires sont effectués pour améliorer l'esthétique du bâtiment et de l'enceinte. Après l'indépendance, le bâtiment est rebaptisé State House, car il n'abrite plus les gouverneurs mais les présidents d'une Guyane indépendante.